# Joe Sample
Joe Sample est un pianiste, claviériste et compositeur de jazz américain né le 1er février 1939 à Houston, au Texas et mort dans cette ville le 12 septembre 2014.

## Biographie
Il a été l'un des membres fondateurs des Crusaders. Il joue du piano depuis ses 5 ans. Depuis la fin des années 1980, Sample a mené une carrière solo avec succès. Il a joué sur les albums de nombreux artistes et groupes tels que Miles Davis, B.B. King, Marvin Gaye, Al Jarreau, Michael Franks, George Benson, George Duke, Eric Clapton, Jimmy Witherspoon, Lalo Schifrin ou encore Steely Dan. Ces dernières années, il a enregistré des albums en commun avec d'autres artistes comme le tromboniste suédois Nils Landgren ou les chanteuses soul/jazz Lalah Hathaway et Randy Crawford, cette dernière étant d'ailleurs connue pour avoir chanté sur Street Life des Crusaders.

## Discographie

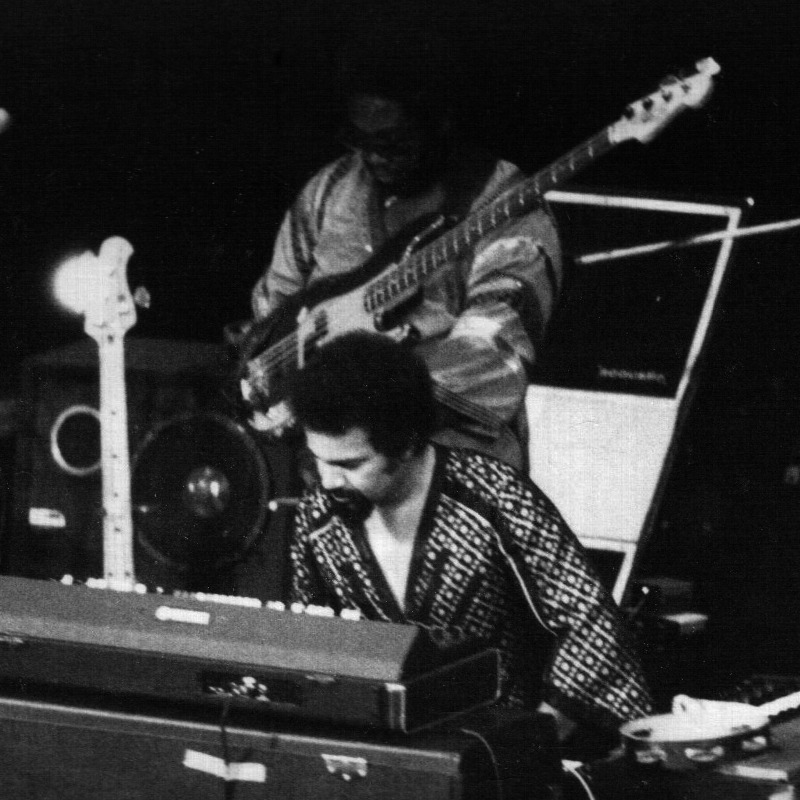
Joe Sample à Paris en 1978 au sein des Crusaders

| Titre                                   | Année | Label        |  |
| --------------------------------------- | ----- | ------------ |  |
| Fancy Dance                             | 1969  | Gazell       |  |
| Rainbow Seeker                          | 1978  | Blue Thumb   |  |
| Carmel                                  | 1979  | Blue Thumb   |  |
| Voices In The Rain                      | 1980  | MCA Jazz     |  |
| The Hunter                              | 1982  | MCA Jazz     |  |
| Roles                                   | 1983  | MCA Jazz     |  |
| Oasis                                   | 1985  | MCA Jazz     |  |
| Spellbound                              | 1989  | Warner Bros. |  |
| Ashes To Ashes                          | 1990  | Warner Bros. |  |
| Invitation                              | 1993  | Warner Bros. |  |
| Did You Feel That?                      | 1994  | Warner Bros. |  |
| Old Places Old Faces                    | 1996  | Warner Bros. |  |
| Sample This                             | 1997  | Warner Bros. |  |
| The Song Lives On (avec Lalah Hathaway) | 1999  | GRP          |  |
| The Pecan Tree                          | 2002  | Verve        |  |
| Soul Shadows                            | 2004  | Verve        |  |
| Creole Love Call (avec Nils Landgren)   | 2005  | ACT          |  |
| Feeling Good (avec Randy Crawford)      | 2007  | PRA          |  |